# Moulin à blé de Beaupré
Le moulin à blé de Beaupré, situé à Achy, est un moulin hydraulique dans le département de l'Oise.

## Historique
Sous l'ancien régime, ce moulin est rattaché à l'abbaye de Beaupré. À l'origine ce moulin existe depuis le XIIe siècle, mais a été reconstruit vers 1736, à la suite des attaques des troupes d'Édouard III au cours du XIVe siècle. Après la Révolution française, il est vendu comme bien national à un ancien domestique et fermier. En 1804, le moulin fut loué et utilisé pour filer le coton et alimenter un atelier de bonneterie.  Cependant cette activité cesse rapidement et  se recentre autour de la mouture de blé. Au cours du XIXe siècle, le moulin est victime d'un incendie et est reconstruit en 1868. Le moulin se trouve ainsi modernisé comme le montre la surélévation de deux niveaux supplémentaires en briques pour l'adoption du système de mouture à l'anglaise. 
Actuellement désaffecté, le moulin tombe en ruine. Le monument est inscrit au titre monuments historiques en 1988.

## Description
Le moulin se situe au sein de l'abbaye de Beaupré, près de la ferme. Il est alimenté par le Petit Thérain, dont les berges et le lit sont entièrement appareillés de pierres, preuves des travaux d'aménagement hydrauliques réalisés par les moines cisterciens au cours du XIIe siècle. Il est composé d'un rez-de-chaussée fait de grès et en pierres de taille. Ce rez-de-chaussée est surmonté de deux étages carrés et d'un étage de combles.